# Свербеев, Александр Дмитриевич
Алекса́ндр Дми́триевич Свербе́ев (25 марта 1835, Москва — 9 мая 1917) — действительный тайный советник (01.01.1905), самарский губернатор в 1878—1891 гг. Брат курляндского губернатора Д. Д. Свербеева; дядя дипломата С. Н. Свербеева.

## Биография
Сын мемуариста Дмитрия Николаевича Свербеева от его брака с княжной Екатериной Александровной Щербатовой (хозяйкой известного в середине XIX века московского салона). Родился в Москве, крещен 31 марта (12 апреля) 1835 года в церкви Николая Чудотворца в Плотниках при восприемстве князя А. П. Оболенского и бабушки княгини В. П. Щербатовой.
Окончил в 1856 году Московский университет, где слушал лекции известных историков Т.Н. Грановского и С.М. Соловьева. Служба его началась 11 октября 1856 года (по ведомству министерства внутренних дел); к 1864 году он получил придворное звание камер-юнкера, а 28 марта 1871 года стал действительным статским советником. До 1878 года А. Д. Свербеев был вице-губернатором Костромской губернии; 23 октября 1878 года получил назначение на губернаторскую должность в Самару. Во время своего губернаторства Свербеев занимал также пост председателя окружного правления Общества спасания на водах (в 1888—1891), а в 1888 году был ещё и председателем правления самарского «Общества любителей музыки и драматического искусства», созданного в феврале 1882 года. В доме Свербеевых устраивались музыкальные вечера.
Был переведён 23 декабря 1891 года из Самары в Санкт-Петербург по решению министра внутренних дел И. Н. Дурново. В 1891 году получил назначение в 4-й Департамент Правительствующего Сената. В 1896 году был награждён орденом Святого Александра Невского; 1 января 1905 года получил чин действительного тайного советника.
Умер 9 (22) мая 1917 года «в нижнем этаже большого дома в Петрограде на Фурштадтской».

## Деятельность в Самаре
При Свербееве активно развивалась промышленность Самары. Были построены механический завод П. М. Журавлева и крупнейший пивоваренный завод А. Ф. фон-Вакано. Много внимания он уделял народному просвещению, составил описание школ, многие из которых посещал лично. В 1891 году он активно содействовал открытию Курлиным в Самаре училища для слепых детей. При нём была открыта самарская психиатрическая больница.
Об А. Д. Свербееве говорили как об администраторе с широким размахом, обладавшем способностью к тонкому критическому анализу, наблюдательностью, свободой от постороннего влияния и объективным отношением к делу. Среди личных качеств самарского губернатора назывались доступность и уважение к личному мнению собеседника. Свербеев внимательно относился к жалобам на его имя.
Но свою основную функцию — блюстителя порядка в губернии — «просвещенный консерватор» Свербеев не забывал никогда. Под эгидой губернатора широко отметили 300-летие Самары. 5 августа 1886 года губернатор Свербеев дал разрешение на издание книги П. В. Алабина «Трёхвековая годовщина Самары». В Струковском саду устроили грот и фонтан, расширив его к Волге, обрыв набережной покрыли дёрном, заново отделали воксал и построили над обрывом две беседки. В дальнейшем фонтанами украсилась главная аллея, часть сада была обнесена чугунной решеткой.
На время правления Свербеева пришёлся пик революционной деятельности народников. Александр Дмитриевич считал все революционные брожения порождением студенческой среды. Как губернатор, Свербеев делал все возможное для прекращения революционной деятельности — боролся с авторами и распространителями прокламаций, координировал работу полиции и жандармерии.

## Семья
Жена (14.07.1858, Штутгарт) — графиня Вера Фёдоровна Менгден (1840—1913), дочь штабс-ротмистра в отставке, после развода в 1887 году вышла замуж за дипломата Д. Е. Шевича. От Свербеева имела сына Дмитрия и дочь Зинаиду. Ещё одна её дочь, Вера (род. 06.11.1867; Вюрцбург), рождённая во время брака с Свербеевым, считалась незаконнорожденной от связи с неустановленным лицом — до тех пор, пока её не удочерил Шевич. Дочь Зинаиды Вера Максимовна Сытина — жена богослова С. И. Фуделя.

## Награды
- Орден Святого Владимира 3-й степени (1873)[5]
- Орден Святого Станислава 1-й степени (1876)[5]
- Орден Святой Анны 1-й степени (1880)
- Орден Святого Владимира 2-й степени (1886)
- Орден Белого орла (1889)
- Орден Святого Александра Невского (1896); бриллиантовые знаки к ордену (1910)[3]
- Орден Святого Владимира 1-й степени (1914)[3]